# Liste der Naturschutzgebiete im Kraj Vysočina

Lage des Kraj Vysočina in Tschechien

Die Liste der Naturschutzgebiete im Kraj Vysočina umfasst kleinflächige geschützte Gebiete in der Region Vysočina, Tschechien. Aufgenommen sind alle offiziell ausgewiesenen Naturreservate und Naturdenkmäler nach dem „Gesetz zum Schutz der Natur und der Landschaft 114/1992“ (Stand September 2009).
Für eine Gesamtübersicht siehe die Liste der Naturschutzgebiete in Tschechien.

## Nationale Naturreservate
| Name                    | Gründung | Größe [ha] | Lage                                                | Beschreibung                                      | Ansicht |
| ----------------------- | -------- | ---------- | --------------------------------------------------- | ------------------------------------------------- | ------- |
| Dářko                   | 1933     | 68,62      | Okres Žďár nad Sázavou, Radostín                    | Torfmoor in der böhmisch-mährischen Höhe          |         |
| Mohelenská hadcová step | 1933     | 48,10      | Okres Třebíč, Dukovany, Mohelno                     | Serpentinit-Steppe am Ufer der Jihlava            |         |
| Radostínské rašeliniště | 1987     | 30,52      | Okres Žďár nad Sázavou, Radostín, Vojnův Městec     | Torfmoor am Zusammenfluss der Sázava und Doubrava |         |
| Ransko                  | 1956     | 695,40     | Okres Havlíčkův Brod, Havlíčkova Borová, Krucemburk |                                                   |         |
| Velký Špičák            | 1964     | 45,85      | Okres Jihlava, Třešť                                |                                                   |         |
| Zhejral                 | 1982     | 27,00      | Okres Jihlava, Klatovec                             |                                                   |         |
| Žákova hora             | 1933     | 38,10      | Okres Žďár nad Sázavou, Žďár nad Sázavou            |                                                   |         |

## Naturreservate
| Name                           | Gründung | Größe [ha] | Lage | Beschreibung                                                                   | Ansicht |
| ------------------------------ | -------- | ---------- | --- | ------------------------------------------------------------------------------ | ------- |
| Baba - V bukách                | 1990     | 44,61      | Okres Žďár nad Sázavou, Bohdalov |                                                                                |         |
| Blatná hráz                    | 2002     | 4,46       | Okres Třebíč, Cidlina |                                                                                |         |
| Branty                         | 1984     | 2,87       | Okres Žďár nad Sázavou, Malá Losenice | Feuchtwiese im Quellgebiet des Baches Brantecký potok am Rand der Saarer Berge |         |
| Čermákovy louky                | 1993     | 6,25       | Okres Pelhřimov, Nový Rychnov |                                                                                |         |
| Chvojnov                       | 1999     | 10,73      | Okres Jihlava, Milíčov |                                                                                |         |
| Čtyři palice                   | 1990     | 37,25      | Okres Svitavy: Březiny, Okres Žďár nad Sázavou: Křižánky | Markante Felsblöcke in den Saarer Bergen                                       |         |
| Doupský a Bažantka             | 1982     | 11,18      | Okres Jihlava, Doupě, Řídelov, Vanůvek |                                                                                |         |
| Dukovanský mlýn                | 1983     | 17,70      | Okres Třebíč, Dukovany |                                                                                |         |
| Habrová seč                    | 1988     | 13,15      | Okres Třebíč, Nové Syrovice |                                                                                |         |
| Havranka                       | 1998     | 41,85      | Okres Havlíčkův Brod, Kámen, Sedletín |                                                                                |         |
| Hošťanka                       | 1996     | 54,15      | Okres Třebíč, Třebíč, Výčapy |                                                                                |         |
| Hrachoviště                    | 1992     | 7,88       | Okres Pelhřimov, Ústrašín |                                                                                |         |
| Jechovec                       | 1982     | 6,18       | Okres Jihlava, Olšany |                                                                                |         |
| Kamenná trouba                 | 1993     | 62,97      | Okres Havlíčkův Brod: Lipnice nad Sázavou, Okres Pelhřimov: Humpolec |                                                                                |         |
| Kladinský potok                | 1993     | 5,02       | Okres Pelhřimov, Pelhřimov, Zachotín |                                                                                |         |
| Krčil                          | 1992     | 8,06       | Okres Pelhřimov, Počátky, Polesí |                                                                                |         |
| Křemešník                      | 1986     | 36,78      | Okres Pelhřimov, Nový Rychnov, Vyskytná |                                                                                |         |
| Luh u Telče                    | 1984     | 13,58      | Okres Jihlava, Telč |                                                                                |         |
| Maršálka                       | 2001     | 7,62       | Okres Havlíčkův Brod, Libice nad Doubravou |                                                                                |         |
| Mohelnička                     | 1996     | 21,16      | Okres Třebíč, Lhánice |                                                                                |         |
| Mokřadlo                       | 1996     | 13,31      | Okres Havlíčkův Brod, Bezděkov, Podmoklany, Sloupno |                                                                                |         |
| Mrhatina                       | 1964     | 10,07      | Okres Jihlava, Řásná |                                                                                |         |
| Na Oklice                      | 1997     | 32,27      | Okres Jihlava, Milíčov |                                                                                |         |
| Na podlesích                   | 1982     | 1,90       | Okres Jihlava, Hrutov |                                                                                |         |
| Niva Doubravy                  | 1994     | 68,24      | Okres Havlíčkův Brod, Sobíňov |                                                                                |         |
| Nový rybník                    | 1998     | 13,46      | Okres Pelhřimov, Horní Ves |                                                                                |         |
| Ochoza                         | 1996     | 4,66       | Okres Žďár nad Sázavou, Bystřice nad Pernštejnem |                                                                                |         |
| Olšina u Skleného              | 1985     | 6,27       | Okres Žďár nad Sázavou, Sklené | Feuchtwiesen im Quellgebiet des Baches Sklenský potok                          |         |
| Opatovské zákopy               | 1988     | 15,42      | Okres Třebíč, Opatov |                                                                                |         |
| Pod Kamenným vrchem            | 1985     | 12,25      | Okres Žďár nad Sázavou, Polnička | Feuchtwiesen in den Saarer Bergen                                              |         |
| Ranská jezírka                 | 1990     | 27,21      | Okres Havlíčkův Brod, Havlíčkova Borová, Krucemburk |                                                                                |         |
| Rašeliniště Kaliště            | 1982     | 12,10      | Okres Jihlava, Jihlávka |                                                                                |         |
| Rašeliniště Loučky             | 1982     | 5,92       | Okres Jihlava, Vílanec |                                                                                |         |
| Řeka                           | 1990     | 16,06      | Okres Havlíčkův Brod, Krucemburk |                                                                                |         |
| Roštýnská obora                | 1977     | 31,88      | Okres Jihlava, Doupě |                                                                                |         |
| Rybník Březina                 | 1984     | 1,37       | Okres Jihlava, Dudín |                                                                                |         |
| Rybník Pařez                   | 1986     | 4,38       | Okres Pelhřimov, Kaliště, Proseč |                                                                                |         |
| Rybník Starý                   | 1992     | 13,14      | Okres Pelhřimov, Horní Cerekev, Nový Rychnov |                                                                                |         |
| Šimanovské rašeliniště         | 1999     | 4,65       | Okres Jihlava, Šimanov |                                                                                |         |
| Spálava                        | 2007     | 28,92      | Okres Havlíčkův Brod, Libice nad Doubravou, Maleč |                                                                                |         |
| Štamberk a kamenné moře        | 1982     | 14,10      | Okres Jihlava, Lhotka, Řásná |                                                                                |         |
| Štíří důl                      | 1988     | 18,80      | Okres Havlíčkův Brod: Krucemburk, Okres Žďár nad Sázavou: Vojnův Městec |                                                                                |         |
| Stvořidla                      | 1948     | 246,39     | Okres Havlíčkův Brod, Světlá nad Sázavou, Trpišovice | Wildwasserabschnitt der Sázava und umgebende Wälder                            |         |
| Suchá hora                     | 1996     | 16,61      | Okres Třebíč, Dešov |                                                                                |         |
| Suché skály                    | 1996     | 4,50       | Okres Třebíč, Kostníky |                                                                                |         |
| Svatomariánské údolí           | 2007     | 13,53      | Okres Havlíčkův Brod, Chotěboř, Libice nad Doubravou, Maleč, Nová Ves u Chotěboře |                                                                                |         |
| U hájenky                      | 1988     | 5,87       | Okres Třebíč, Čáslavice |                                                                                |         |
| U Miličovska                   | 1993     | 6,16       | Okres Pelhřimov, Jankov |                                                                                |         |
| U potoků                       | 1998     | 1,50       | Okres Jihlava, Švábov |                                                                                |         |
| U Římské studánky              | 1997     | 12,05      | Okres Jihlava: Kněžice |                                                                                |         |
| U Trojáku                      | 1997     | 23,36      | Okres Třebíč: Předín, Okres Jihlava: Kněžice |                                                                                |         |
| Údolí Brtnice                  | 2001     | 68,85      | Okres Jihlava, Brtnice | Unterlauf der Brtnice                                                          |         |
| Údolí Chlébského potoka        | 1953     | 4,29       | Okres Žďár nad Sázavou, Skorotice |                                                                                |         |
| Údolí Doubravy                 | 1986     | 92,07      | Okres Havlíčkův Brod, Dolní Sokolovec, Chotěboř, Libice nad Doubravou |                                                                                |         |
| Údolí Oslavy a Chvojnice       | 1974     | 2309,87    | Okres Brno-venkov: Čučice, Ketkovice; Okres Třebíč: Březník, Kladeruby nad Oslavou, Kralice nad Oslavou, Kuroslepy, Mohelno, Náměšť nad Oslavou, Sedlec, Sudice, Okres Brno-venkov: Senorady |                                                                                |         |
| Údolí potoka u Dolské myslivny | 1986     | 6,04       | Okres Pelhřimov, Vyklantice |                                                                                |         |
| V jedlí                        | 1988     | 10,18      | Okres Třebíč, Příštpo |                                                                                |         |
| V Klučí                        | 1997     | 25,06      | Okres Jihlava, Vílanec |                                                                                |         |
| V Lisovech                     | 1998     | 21,33      | Okres Jihlava: Jihlávka, Okres Pelhřimov: Počátky |                                                                                |         |
| V Mezence                      | 1993     | 1,39       | Okres Pelhřimov, Mezná |                                                                                |         |
| Velká a Malá olšina            | 1982     | 4,96       | Okres Kutná Hora: Zbýšov; Okres Havlíčkův Brod: Světlá nad Sázavou |                                                                                |         |
| Velká skála                    | 2000     | 60,43      | Okres Brno-venkov: Biskoupky; Okres Třebíč: Lhánice |                                                                                |         |
| Velký Pařezitý rybník          | 1984     | 26,06      | Okres Jihlava, Řásná |                                                                                |         |
| Vílanecké rašeliniště          | 1982     | 8,19       | Okres Jihlava, Vílanec |                                                                                |         |
| Vírská skalka                  | 1996     | 3,23       | Okres Žďár nad Sázavou, Bystřice nad Pernštejnem |                                                                                |         |
| Zaječí skok                    | 1933     | 1,50       | Okres Jihlava, Jihlava |                                                                                |         |
| Zlatá louka                    | 1993     | 11,34      | Okres Havlíčkův Brod, Podmoklany, Ždírec nad Doubravou |                                                                                |         |

## Nationale Naturdenkmäler
| Name                  | Gründung | Größe [ha] | Lage                                                                                            | Beschreibung                                                         | Ansicht |
| --------------------- | -------- | ---------- | ----------------------------------------------------------------------------------------------- | -------------------------------------------------------------------- | ------- |
| Hojkovské rašeliniště | 1982     | 4,91       | Okres Jihlava, Hojkov                                                                           |                                                                      |         |
| Jankovský potok       | 1992     | 72,51      | Okres Pelhřimov, Jankov, Mladé Bříště, Mysletín, Nový Rychnov, Staré Bříště, Vyskytná, Zachotín | Oberlauf des Baches Jankovský potok mit Flussperlmuschelpopulationen |         |
| Švařec                | 1985     | 4,50       | Okres Žďár nad Sázavou, Koroužné                                                                |                                                                      |         |

## Naturdenkmäler
| Name                               | Gründung | Größe [ha] | Lage                                                   | Beschreibung                                                                                                  | Ansicht |
| ---------------------------------- | -------- | ---------- | ------------------------------------------------------ | --- | ------- |
| Bílá skála                         | 1979     | 3,18       | Okres Žďár nad Sázavou, Sněžné                         | Felsen in den Saarer Bergen                                                                                   |         |
| Borecká skalka                     | 1933     | 0,16       | Okres Havlíčkův Brod, Borek                            | |         |
| Brožova skála                      | 1983     | 1,07       | Okres Žďár nad Sázavou, Sklené                         | Felsen in den Saarer Bergen                                                                                   |         |
| Bukovské rybníčky                  | 1982     | 2,89       | Okres Jihlava, Třešť                                   | |         |
| Černá blata                        | 1988     | 5,76       | Okres Třebíč, Dešov                                    | |         |
| Černá skála                        | 1979     | 2,94       | Okres Žďár nad Sázavou, Sněžné                         | Felsen in den Saarer Bergen                                                                                   |         |
| Černíč                             | 1953     | 23,66      | Okres Jihlava, Černíč                                  | |         |
| Čertův hrádek                      | 1984     | 14,69      | Okres Jihlava, Rohozná                                 | |         |
| Čertův kámen                       | 1986     | 0,01       | Okres Havlíčkův Brod, Dolní Město                      | |         |
| Chuchelská stráň                   | 2002     | 1,82       | Okres Havlíčkův Brod, Jeřišno                          | |         |
| Devět skal                         | 1976     | 3,33       | Okres Žďár nad Sázavou, Křižánky                       | Felsen in den Saarer Bergen                                                                                   |         |
| Díly u Lhotky                      | 1985     | 2,94       | Okres Žďár nad Sázavou, Lhotka                         | Feuchtwiesen in den Saarer Bergen                                                                             |         |
| Dobrá Voda                         | 1990     | 5,21       | Okres Žďár nad Sázavou, Dobrá Voda                     | |         |
| Drátenická skála                   | 1976     | 3,62       | Okres Žďár nad Sázavou, Sněžné                         | Felsen in den Saarer Bergen                                                                                   |         |
| Habří                              | 1956     | 0,40       | Okres Třebíč, Horní Smrčné                             | |         |
| Hájky                              | 1981     | 12,74      | Okres Třebíč, Šebkovice                                | |         |
| Heřmanov                           | 1978     | 1,89       | Okres Žďár nad Sázavou, Heřmanov                       | |         |
| Hluboček                           | 1983     | 1,27       | Okres Třebíč, Kožichovice                              | |         |
| Horní Nekolov                      | 1984     | 18,20      | Okres Jihlava, Mrákotín                                | |         |
| Hroznětínská louka                 | 1990     | 7,06       | Okres Havlíčkův Brod, Číhošť, Leština u Světlé         | |         |
| Huťský potok                       | 1999     | 5,80       | Okres Pelhřimov, Černovice, Těmice                     | |         |
| Ivaniny rybníčky                   | 1994     | 2,38       | Okres Pelhřimov, Nový Rychnov, Proseč pod Křemešníkem  | |         |
| Jalovec                            | 1990     | 5,08       | Okres Třebíč, Číchov                                   | |         |
| Javorův kopec                      | 1996     | 2,43       | Okres Žďár nad Sázavou, Bory                           | |         |
| Jersínská stráň                    | 1998     | 0,65       | Okres Jihlava, Jersín                                  | |         |
| Ještěnice                          | 1984     | 1,46       | Okres Jihlava, Horní Dubenky                           | |         |
| Jezdovické rašeliniště             | 1984     | 1,60       | Okres Jihlava, Jezdovice                               | |         |
| Kamenný vrch                       | 1986     | 3,20       | Okres Třebíč, Heraltice                                | |         |
| Kejtovské louky                    | 1994     | 3,20       | Okres Pelhřimov, Obrataň, Věžná                        | |         |
| Klučovský kopec                    | 1982     | 0,72       | Okres Třebíč, Klučov                                   | |         |
| Kobylinec                          | 1982     | 0,44       | Okres Třebíč, Trnava                                   | |         |
| Kocoury                            | 1996     | 0,44       | Okres Žďár nad Sázavou, Prosetín                       | |         |
| Kozének                            | 1988     | 10,18      | Okres Třebíč, Lhánice                                  | |         |
| Křižník                            | 1996     | 0,21       | Okres Žďár nad Sázavou, Ujčov                          | |         |
| Lisovská skála                     | 1976     | 0,87       | Okres Žďár nad Sázavou, Sněžné                         | Felsen in den Saarer Bergen                                                                                   |         |
| Louky u Černého lesa               | 1988     | 10,63      | Okres Žďár nad Sázavou, Vysoké, Žďár nad Sázavou       | Feuchtwiesen in den Saarer Bergen                                                                             |         |
| Louky u Polomu                     | 1996     | 3,27       | Okres Žďár nad Sázavou, Sulkovec                       | |         |
| Lukšovská                          | 1984     | 21,78      | Okres Jihlava, Řídelov                                 | |         |
| Malinská skála                     | 1976     | 5,76       | Okres Žďár nad Sázavou, Sněžné                         | Felsen in den Saarer Bergen                                                                                   |         |
| Míchova skála                      | 1984     | 0,20       | Okres Jihlava, Řásná                                   | |         |
| Milovské Perničky                  | 1977     | 19,61      | Okres Žďár nad Sázavou, Křižánky                       | Felsen in den Saarer Bergen                                                                                   |         |
| Mlýnský potok a Uhlířky            | 1984     | 6,29       | Okres Žďár nad Sázavou, Račín, Velká Losenice, Vepřová | Bach in den Saarer Bergen                                                                                     |         |
| Mrázkova louka                     | 1949     | 0,52       | Okres Žďár nad Sázavou, Bory                           | |         |
| Na Kopaninách                      | 1986     | 1,27       | Okres Třebíč, Radonín                                  | |         |
| Na Skalce                          | 1984     | 8,09       | Okres Jihlava, Hojkov                                  | |         |
| Na skále                           | 1983     | 0,06       | Okres Žďár nad Sázavou, Nové Město na Moravě           | Isolierter Felsen in den Saarer Bergen                                                                        |         |
| Na skaličce                        | 1988     | 1,39       | Okres Třebíč, Číchov                                   | |         |
| Nad koupalištěm                    | 1996     | 1,29       | Okres Žďár nad Sázavou, Štěpánov nad Svratkou          | |         |
| Nyklovický potok                   | 1990     | 11,74      | Okres Žďár nad Sázavou, Velké Tresné                   | |         |
| Obora                              | 1981     | 345,05     | Okres Třebíč, Kralice nad Oslavou, Náměšť nad Oslavou  | |         |
| Olšoveček                          | 1989     | 1,13       | Okres Žďár nad Sázavou, Velká Bíteš                    | |         |
| Ostražka                           | 1996     | 5,34       | Okres Žďár nad Sázavou, Dalečín                        | |         |
| Ouperek                            | 1978     | 13,16      | Okres Žďár nad Sázavou, Bobrůvka                       | |         |
| Pahorek u Vržanova                 | 1984     | 3,45       | Okres Jihlava, Kamenice                                | |         |
| Pasecká skála                      | 1979     | 3,66       | Okres Žďár nad Sázavou, Nové Město na Moravě           | Felsen in den Saarer Bergen                                                                                   |         |
| Pazderna                           | 1986     | 2,02       | Okres Třebíč, Přeckov                                  | |         |
| Peperek                            | 1974     | 12,11      | Okres Žďár nad Sázavou, Račín, Žďár nad Sázavou        | Felsen in den Saarer Bergen                                                                                   |         |
| Pernovka                           | 1954     | 1,42       | Okres Žďár nad Sázavou, Nové Město na Moravě           | Feuchtwiesen in den Saarer Bergen                                                                             |         |
| Písník u Sokolovce                 | 1990     | 0,30       | Okres Havlíčkův Brod, Dolní Sokolovec                  | |         |
| Pod Kazbalem                       | 1998     | 0,81       | Okres Havlíčkův Brod, Uhelná Příbram                   | |         |
| Pod Mešnicí                        | 1998     | 0,72       | Okres Jihlava, Hojkov                                  | |         |
| Přední skála                       | 1984     | 13,14      | Okres Jihlava, Cejle                                   | |         |
| Prosenka                           | 1999     | 1,68       | Okres Jihlava, Kamenice                                | |         |
| Prosička                           | 1988     | 8,43       | Okres Žďár nad Sázavou, Borovnice                      | Felsen in den Saarer Bergen                                                                                   |         |
| Pstruhovec                         | 1998     | 1,31       | Okres Pelhřimov, Častrov                               | |         |
| Ptáčovský kopeček                  | 1948     | 0,19       | Okres Třebíč, Třebíč                                   | |         |
| Rašeliniště u Vintířova            | 1994     | 2,61       | Okres Pelhřimov, Obrataň                               | |         |
| Rašelinná louka u Proseče-Obořiště | 1986     | 3,06       | Okres Pelhřimov, Nová Cerekev                          | |         |
| Rašelinné jezírko Rosička          | 1984     | 0,86       | Okres Jihlava, Sedlejov                                | |         |
| Rasuveň                            | 1989     | 20,54      | Okres Žďár nad Sázavou, Bory                           | |         |
| Rozštípená skála                   | 1974     | 0,76       | Okres Žďár nad Sázavou, Dobrá Voda                     | |         |
| Rybníček u Starých Hutí            | 2001     | 0,31       | Okres Pelhřimov, Těmice                                | |         |
| Šebeň                              | 2002     | 136,01     | Okres Žďár nad Sázavou, Dobrá Voda                     | |         |
| Sklenské louky                     | 1985     | 6,53       | Okres Žďár nad Sázavou, Sklené                         | |         |
| Šlapanka                           | 1998     | 3,08       | Okres Havlíčkův Brod, Havlíčkův Brod                   | |         |
| Sochorov                           | 2000     | 1,61       | Okres Havlíčkův Brod, Herálec                          | |         |
| Špilberk                           | 1983     | 0,26       | Okres Třebíč, Ocmanice                                 | |         |
| Štarkov                            | 1980     | 6,69       | Okres Žďár nad Sázavou, Nový Jimramov                  | |         |
| Stržená hráz                       | 1998     | 8,00       | Okres Pelhřimov, Mnich                                 | |         |
| Suché kopce                        | 1990     | 13,38      | Okres Žďár nad Sázavou, Vojnův Městec                  | |         |
| Švařec II                          | 1990     | 4,27       | Okres Žďár nad Sázavou, Koroužné                       | |         |
| Světnovské údolí                   | 1983     | 2,56       | Okres Žďár nad Sázavou, Světnov                        | |         |
| Svratka                            | 1996     | 0,46       | Okres Žďár nad Sázavou, Ujčov                          | |         |
| Syenitové skály u Pocoucova        | 1950     | 0,95       | Okres Třebíč, Třebíč                                   | Syenit-Felsengruppe nahe der Stadt Třebíč. Geologische Lokalität, typisches Beispiel der Wollsackverwitterung |         |
| Tisůvka                            | 1974     | 0,18       | Okres Žďár nad Sázavou, Cikháj                         | |         |
| U Bezděčína                        | 1992     | 1,83       | Okres Pelhřimov, Obrataň                               | |         |
| U Bezděkova                        | 1953     | 0,77       | Okres Žďár nad Sázavou, Nové Město na Moravě           | |         |
| U Hamrů                            | 1996     | 3,18       | Okres Žďár nad Sázavou, Štěpánov nad Svratkou          | |         |
| U lusthausu                        | 1988     | 0,94       | Okres Třebíč, Nové Syrovice                            | |         |
| Urbánkův palouk                    | 1990     | 1,28       | Okres Jihlava, Kněžice                                 | |         |
| Vlčí kámen                         | 1990     | 1,65       | Okres Žďár nad Sázavou, Lísek                          | |         |
| Vysoký kámen                       | 1982     | 12,52      | Okres Jihlava, Jihlava                                 | |         |
| Zkamenělý zámek                    | 1987     | 3,06       | Okres Žďár nad Sázavou, Svratka                        | |         |